# Mazanów (gromada)
Mazanów (do 31 XII 1962 Prawno) – dawna gromada, czyli najmniejsza jednostka podziału terytorialnego Polskiej Rzeczypospolitej Ludowej w latach 1954–1972.
Gromady, z gromadzkimi radami narodowymi (GRN) jako organami władzy najniższego stopnia na wsi, funkcjonowały od reformy reorganizującej administrację wiejską przeprowadzonej jesienią 1954 do momentu ich zniesienia z dniem 1 stycznia 1973, tym samym wypierając organizację gminną w latach 1954–1972.
Gromadę Mazanów z siedzibą GRN we Mazanowie utworzono 1 stycznia 1963 w powiecie opolsko-lubelskim w woj. lubelskim w związku z przeniesieniem siedziby gromady Prawno z Prawna do Mazanowa i zmianą nazwy jednostki na gromada Mazanów.
1 stycznia 1969 do gromady Mazanów włączono wsie Chruślanki Mazanowskie, Owczarnia i Kolonia Chruślina ze zniesionej gromady Spławy w tymże powiecie.
Gromada przetrwała do końca 1972 roku, czyli do kolejnej reformy gminnej.